# أمين حداد (فلسطيني)
أمين حداد (1956-) هو محاسب وسياسي فلسطيني ولد في مدينة نابلس. حصل على شهادة البكالوريوس في إدارة أعمال والمحاسبة من جامعة النجاح الوطنية في نابلس عام 1982. كما أخذ شهادة الماجستير في المحاسبة من جامعة ولاية أنجلو - سانت أنجلو في تكساس سنة 1985. درس في جامعة إلينوي الجنوبية - كاربونديل - إلينوي في الولايات المتحدة وحصل على شهادة الماجستير في المحاسبة والإدارة المالية عام 1989. نال على شهادة الدكتوراه في إدارة الإعمال في المحاسبة والعلوم المالية والمصرفية من جامعة جنوب إلينوي في الولايات المتحدة.

## حياته العملية
عمل أمين في الأبحاث في جمعية الدراسات العربية في القدس خلال (1980-1982)، وذلك أثناء دراسته في جامعة النجاح الوطنية في نابلس. كما عمل في جامعة النجاح كمساعد مدرس في كلية الاقتصاد وكسكرتير إداري في عام (1982-1983).عمل أيضاً كمساعد مدير مكتب الموازنة في جامعة إلينوي الجنوبية عام (1986-1989). وأستاذاً مساعداً في دائرة المحاسبة والمالية في كلية إدارة الأعمال والصناعة، من جامعة ماساتشوستس شمال دارماوث خلال (1989-1990). نسق مجموعات العمل المتعددة الأطراف واللجان الفنية في بيت الشرق في القدس بين (1992-1994). وكان رئيس اللجنة الفنية لفريق مفاوضات الاقتصاد الفلسطيني في بروتوكول باريس بين الفترة (1993-1994). شغل حداد منصب مدير تنسيق المساعدات والتسهيلات في بيكدارعام (1994-1999)، كما عمل في مجلس بلدية نابلس في (1994-1999)، ومستشار اقتصادي لرئيس الوزراء الفلسطيني حتى عام 2005. إضافة إلى كونه عضو مجلس إدارة صندوق التنمية الفلسطيني (1998-2005). شغل منصب نائب محافظ سلطة النقد الفلسطينية ونائب رئيس مجلس الإدارة لعام واحد.